# 9. Luftwaffen-Feld-Division
La 9. Luftwaffen-Feld-Division  (9e division de campagne de la Luftwaffe) a été l'une des principales divisions de la Luftwaffe allemande durant la Seconde Guerre mondiale.
Cette division a été formée en octobre 1942 à Arys à partir du  Flieger-Regiment 62.

Comme plusieurs Luftwaffen-Feld-Division le 1er novembre 1943, la division est prise en charge par la Heer et est renommée 9. Feld-Division (L). 

## Commandement

Drapeau du commandant d'une division aérienne

| Début          | Fin               | Grade        | Nom               |
| -------------- | ----------------- | ------------ | ----------------- |
| 8 octobre 1942 | 11 août 1943      | Generalmajor | Hans Erdmann (de) |
| 11 août 1943   | 1er novembre 1943 | Generalmajor | Anton-Carl Longin |

## Chef d'état-major
| Début          | Fin               | Grade | Nom    |
| -------------- | ----------------- | ----- | ------ |
| 4 octobre 1942 | 1er novembre 1943 | Major | Egeler |

## Rattachement
| Décembre 1942 - Janvier 1943 : |  | L. Armeekorps / Armeeoberkommando (AOK) .18 | basé à Oranienbaum |
| Février 1943 - Octobre 1943 :  |  | III. Luftwaffen-Feldkorps / AOK .18         | basé à Oranienbaum |

## Unités subordonnées
- Luftwaffen-Jäger-Regiment 17
- Luftwaffen-Jäger-Regiment 18
- Panzer-Jäger-Abteilung Luftwaffen-Feld-Division 9
- Luftwaffen-Artillerie-Regiment 9
- Pionier-Kompanie Luftwaffen-Feld-Division 9
- Luftnachrichten-Kompanie Luftwaffen-Feld-Division 9
- Kommandeur der Nachschubtruppen Luftwaffen-Feld-Division 9